# Joakim Blaschke
Joakim Blaschke, född 14 september 1977, är en svensk f d häcklöpare. Han har tagit flera SM-medaljer både utomhus (110 meter häck) och inomhus (60 meter häck). Han deltog även i EM i friidrott i Göteborg 2006 där han blev utslagen i försöken.

## Personliga rekord
| Utomhus - 110 meter häck – 13,77 (Karlskrona 28 juli 2006) | Inomhus - 60 meter häck - 7,87 (Göteborg 25 februari 2007) |

### Fotnoter
1. 1 2   Svenska Mästerskapen i friidrott 1896-2005. Trångsund: Erik Wiger/TextoGraf Förlag. 2006. ISBN 91-631-9065-6
2. ↑  ”Stora SM 2006, dag 3”. turebergfriidrott.se. http://turebergfriidrott.se/statistik/SM2006/2006_ressond.htm. Läst 6 april 2022.
3. ↑  ”Stora SM 2007”. trackandfield.se. Arkiverad från originalet den 4 maj 2013. https://archive.is/20130504152109/http://www.proteamonline.se/storage/customers/978/editor/resultat%20sm%20i%20friidrott%202007.html. Läst 19 april 2013.
4. ↑  ”Stora SM 2008, dag 3”. trackandfield.se. Arkiverad från originalet den 24 augusti 2010. https://web.archive.org/web/20100824041425/http://www.trackandfield.se/Resultat/2008/080803.htm. Läst 6 april 2022.
5. ↑  ”Stafett-SM 2008”. Arkiverad från originalet den 9 juni 2009. https://web.archive.org/web/20090609064617/http://www.stafett-sm.se/resultat. Läst 25 mars 2015.
6. ↑  ”Stora SM 2010, dag 4”. trackandfield.se. Arkiverad från originalet den 27 september 2013. https://web.archive.org/web/20130927090733/http://www.trackandfield.se/resultat/2010/100822.htm. Läst 6 april 2022.
7. ↑  ”Stora inne-SM 2002, resultat” (htm). Arkiverad från originalet den 13 december 2002. https://web.archive.org/web/20021213092936/http://m1.406.telia.com/~u40606160/ResultatISM.htm. Läst 14 april 2015.
8. ↑  ”Stora inne-SM 2003, resultat”. Arkiverad från originalet den 4 mars 2016. https://web.archive.org/web/20160304232249/http://www.friidrott.stockholm.se/ism/resultat/p_resultat.html. Läst 14 april 2015.
9. ↑  ”Stora inne-SM 2004, resultat” (htm). idrottonline.se. Arkiverad från originalet den 23 november 2015. https://web.archive.org/web/20151123030953/http://iof2.idrottonline.se/ImageVaultFiles/id_16756/cf_78/040222ism.HTM. Läst 21 april 2015.
10. ↑  ”Stora inne-SM 2006 herrar, resultat” (html). friidrott.stockholm.se. Arkiverad från originalet den 5 mars 2016. https://web.archive.org/web/20160305004712/http://www.friidrott.stockholm.se/ism2006/resultat/f_man_resultat.html. Läst 6 april 2015.
11. ↑  ”Stora inne-SM 2007, resultat” (htm). idrottonline.se. Arkiverad från originalet den 11 april 2015. https://web.archive.org/web/20150411214031/http://iof2.idrottonline.se/ImageVaultFiles/id_16670/cf_78/070225ism.HTM. Läst 12 april 2015.
12. ↑  ”Stora inne-SM 2008, resultat” (pdf). mai.se. Arkiverad från originalet den 14 april 2015. https://web.archive.org/web/20150414002300/http://www.mai.se/resultat/resultat_inne-sm_2008.pdf. Läst 11 april 2015.
13. ↑  ”Stora inne-SM 2009 dag 2, resultat”. ism2009.se. Arkiverad från originalet den 4 mars 2016. https://web.archive.org/web/20160304222657/http://www.ism2009.se/filer/resultat_dag2.html. Läst 17 juli 2012.
14. ↑  ”Stora inne-SM 2010 dag 2, resultat”. friidrott.stockholm.se. Arkiverad från originalet den 6 mars 2010. https://web.archive.org/web/20100306024514/http://www.friidrott.stockholm.se/ISM2010/Page.asp?PageIdentifier=RESSONDAG. Läst 19 juli 2012.
15. ↑  ”Stora inne-SM 2011 dag 2, resultat”. trackandfield.se. http://www.trackandfield.se/resultat/2011/110227.htm. Läst 6 april 2022.
16. ↑  ”Personsida på World Athletics webbplats” (på engelska). worldathletics.org. https://www.worldathletics.org/athletes/sweden/joakim-blaschke-14227415. Läst 6 april 2022.
17. ↑  ”Svenskar på EM”. friidrott.se. Arkiverad från originalet den 26 april 2022. https://web.archive.org/web/20220426123020/https://arkiv.friidrott.se/historik/internationellt/em.aspx. Läst 6 april 2022.
18. ↑  ”Genom tiderna statistik”. friidrottsstatistik.se. https://www.friidrottsstatistik.se/alltswe10.php?gender=1&age=99&ind=0&enumber=0. Läst 6 april 2022.
19. ↑  ”Klubbrekord inomhus KA 2 IF”. ka2if.sportadmin.se. https://ka2if.sportadmin.se/sida/?ID=209501. Läst 6 april 2022.